# This is 嵐
『This is 嵐』（ディス イズ あらし）は、日本の男性アイドルグループ・嵐の通算17枚目となるオリジナル・アルバム。2020年11月3日にジェイ・ストームから発売された。

## 概要
前作『「untitled」』から約3年振りのオリジナル・アルバムである。また、グループが2020年12月31日をもって活動を休止したため、本作が休止前最後のアルバムとなった。
初回限定盤DVD、初回限定盤Blu-ray、通常盤の3形態で発売。Blu-rayにはSBMV Super Bit Mapping（ソニー株式会社が開発した階調補完技術）が採用されている。
2020年12月11日より、通常盤収録曲のデジタル・ダウンロード、サブスクリプション配信が開始された。
なお、サブスクリプションの1つであるSpotifyにも「This is 嵐」というタイトルが存在するが、こちらはSpotify側のプレイリストであり、直接の関係は無い(当アルバムと異なり、他のアルバムやシングルから纏めたもの)。

## チャート成績
2020年11月4日の「オリコンデイリーアルバムランキング」で、店着初日となる11月2日に42.2万枚を売り上げ、初登場1位を獲得。
11月10日発表の「オリコン週間アルバムランキング」で、初週70.0万枚を売り上げ、初登場1位を獲得。これでアルバム1位獲得作品数は『いざッ、Now』から17作連続通算18作目となり、B’z（18作連続）に続く歴代2位の「アルバム連続1位獲得作品数」を自己更新した。
本作で1位を獲得した事により、2000年代、2010年代、2020年代の3つの年代でアルバム1位を達成した。
12月16日発表の「オリコン週間デジタルアルバムランキング」で、週間DL数0.71万DLを記録し、初登場1位を獲得。自身初のデジタルアルバム1位となった。
12月25日発表の「オリコン年間アルバムランキング」で、年間82.2万枚を売り上げ、2位を獲得。
2021年1月6日発表の「オリコン週間アルバムランキング」で、週間1.2万枚を売り上げ、初登場1位となった2020年11月16日付同ランキング以来8週ぶり、通算2週目の1位を獲得。1位返り咲きは、自身のオールタイム・ベスト『5×20 All the BEST!! 1999-2019』が、2019年7月29日付、9月2日付で2度にわたり獲得したのに続き自身3度目、オリジナル・アルバムでは自身初、作品数では2作連続となった。

## 受賞歴
- 第35回日本ゴールドディスク大賞「ベスト5アルバム」（2021年）[21]

## 収録曲

### CD
※シングル曲の詳細はそのページを参照。
1. SHOW TIME [3:43]
Written by AKIRA, Singo Kubota, Satoru Kurihara
2. Turning Up [3:03]
  - 1stデジタルシングル
3. I Can't Wait For Christmas [3:46]
Lyrics by miwaflower / Music by DWB, Mike Macdermid, Julie Morrison / Arranged by Hirofumi Sasaki
4. Whenever You Call [3:15]
  - 7thデジタルシングル
5. いつか秒針のあう頃 [3:30]
Written by Rami Yacoub, Shiho Otowa / Rap by Sho Sakurai / Produced by Rami Yacoub for MXM Productions
メンバーの大野が振付を担当した[22]。
バックストリート・ボーイズの楽曲『Everybody (Backstreet's Back)』の音源がサンプリングされている。なお、楽曲制作者のRamiは『Everybody』を制作したMax MartinとはスウェーデンのCheiron Studios時代の同僚であった。
6. IN THE SUMMER [4:49]
  - 6thデジタルシングル
7. カイト [4:43]
  - 58thシングル
8. BRAVE [4:34]
  - 57thシングル
9. Party Starters [3:14]
  - 8thデジタルシングル

表記はないがオリジナルよりイントロが少し長くなっている。リリックビデオ及びミュージックビデオでもこのバージョンの音源が使われている。
10. Do you... ? [3:58]
Lyrics by Atsushi Shimada, MiNE / Rap by Sho Sakurai / Music by Takuya Harada, MiNE, Atsushi Shimada / Arranged by Tomoki Ishizuka
  - 本作のリードトラック

メンバーの大野が振付を担当した[22]。
11. The Music Never Ends [4:04]
Written by Julian Bunetta, John Ryan, Funk Uchino / Produced by Julian Bunetta
川村ケンスケがインタビューのために作成した同曲のMVの絵コンテが存在している。[23]

### 特典CD
※初回限定盤のみ
1. Turning Up (R3HAB Remix) [2:48]
  - 3rdデジタルシングル
  - 1stデジタルシングルのリミックスバージョン
2. A-RA-SHI : Reborn [3:27]
  - 2ndデジタルシングル
  - 1stシングルのリプロダクション楽曲
3. a Day in Our Life : Reborn [3:31]
  - 1stEP『Reborn Vol.1』収録曲
  - 7thシングルのリプロダクション楽曲
4. One Love : Reborn [3:23]
  - 1stEP収録曲
  - 22ndシングルのリプロダクション楽曲
5. Love so sweet : Reborn [3:31]
  - 4thデジタルシングル
  - 18thシングルのリプロダクション楽曲
6. Face Down : Reborn [3:54]
  - 5thデジタルシングル
  - 38thシングルのリプロダクション楽曲

### DVD/Blu-ray
※初回限定盤のみ
1. Do you.... ?（Music Video + Making）
MV監督は、川村ケンスケと竹久正記[要出典]。
2. BRAVE（Music Video）
3. カイト（Music Video）
4. Turning Up（Music Video）
5. IN THE SUMMER（Music Video）
6. Whenever You Call（Music Video）
7. Party Starters（Music Video）

## 映像作品
SHOW TIME
- This is 嵐 LIVE 2020.12.31

いつか秒針のあう頃
- This is 嵐 LIVE 2020.12.31

Do you... ?
- This is 嵐 LIVE 2020.12.31

The Music Never Ends
- This is 嵐 LIVE 2020.12.31